# Ctenoplusia caelata
Ctenoplusia caelata är en fjärilsart som beskrevs av Claude Dufay 1972. Ctenoplusia caelata ingår i släktet Ctenoplusia och familjen nattflyn. Inga underarter finns listade i Catalogue of Life.